# Constante parabolique universelle

La constante parabolique universelle est la longueur rouge divisée par la demi longueur bleue (ou la longueur verte).

La constante parabolique universelle est une constante mathématique.
Elle est définie comme le rapport, noté P, pour toute parabole, de la longueur de l'arc de la parabole délimité par la corde focale, par la demi-longueur de cette corde, le paramètre {\displaystyle p} de la conique. Pour une parabole, le paramètre est aussi égal à la distance du foyer à la directrice, notée L dans la figure ci-contre. 
La valeur de la constante parabolique est donnée par :
{\displaystyle P=\ln(1+{\sqrt {2}})+{\sqrt {2}}=2{,}29558714939\dots }
(suite A103710 de l'OEIS). 

## Démonstration
Soit {\textstyle y={\frac {x^{2}}{2p}}} l'équation de la parabole ; alors {\displaystyle {\begin{aligned}P&:={\frac {1}{p}}\int _{-p}^{p}{\sqrt {1+\left(y'(x)\right)^{2}}}\,dx\\&={\frac {1}{p}}\int _{-p}^{p}{\sqrt {1+{\frac {x^{2}}{p^{2}}}}}\,dx\\&=\int _{-1}^{1}{\sqrt {1+t^{2}}}\,dt&(x=pt)\\&=\operatorname {arsinh} (1)+{\sqrt {2}}\\&=\ln(1+{\sqrt {2}})+{\sqrt {2}}.\end{aligned}}}

## Propriété
P est un nombre transcendant.
Preuve. Supposons que P soit algébrique. Alors {\displaystyle \!\ P-{\sqrt {2}}=\ln(1+{\sqrt {2}})} serait algébrique. Cependant, par le théorème d'hermite-Lindemann, {\displaystyle \!\ e^{\ln(1+{\sqrt {2}})}=1+{\sqrt {2}}} serait transcendant, ce qui est faux. Donc P est transcendant.
On en déduit que P est irrationnel.

## Cas d'une conique quelconque
Pour un cercle, le rapport analogue est égal à sa demi-longueur divisée par son rayon, soit le nombre {\displaystyle \pi }.
Pour une conique d'excentricité e, le rapport analogue est égal à {\displaystyle C(e)=2\int _{0}^{\pi /2}{\sqrt {\rho ^{2}+\rho '^{2}}}d\theta } où {\displaystyle \rho ={\frac {1}{1+e\cos \theta }}}, conduisant à une intégrale elliptique. On vérifie que {\displaystyle C(1)=P} et {\displaystyle C(0)=\pi }.

## Autre apparition de cette constante
La distance moyenne d'un point choisi au hasard dans un carré de côté 2a à son centre est
{\displaystyle d_{\text{m}}={P \over 3}a\approx 0,77a.}
Preuve.
{\displaystyle {\begin{aligned}d_{\text{m}}&:={\frac {2}{a^{2}}}\int _{0}^{a}\int _{0}^{x}{\sqrt {x^{2}+y^{2}}}\,dy\,dx\\&={\frac {2}{a^{2}}}\int _{0}^{a}x^{2}\int _{0}^{1}{\sqrt {1+t^{2}}}\,dt\,dx\\&={\frac {P}{a^{2}}}\int _{0}^{a}x^{2}\,dx\\&={P \over 3}a.\end{aligned}}}
Remarque : 
- la distance moyenne d'un point choisi au hasard dans un disque de rayon a à son centre est égale à {\displaystyle {\frac {2}{3}}a}.
- la distance moyenne entre deux points du carré unité vaut {\displaystyle {\frac {2+{\sqrt {2}}+5\ln({\sqrt {2}}+1)}{15}}\approx 0,5214}, voir la suite A091505 de l'OEIS.